# Scriere

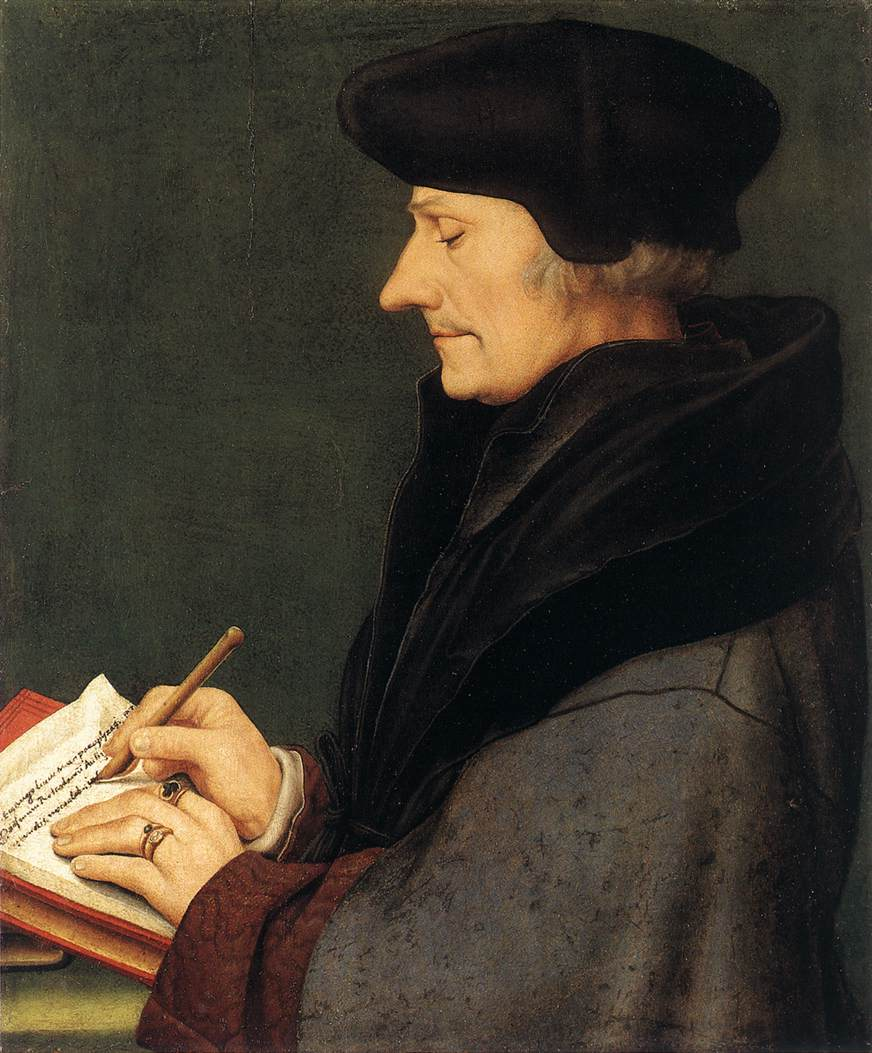
Erasmus, de Hans Holbein cel Tânăr

Scrisul este un mijloc de comunicare care reprezintă limbajul prin înscrierea unor semne pe diverse suporturi. Este o tehnică care se bazează pe aceleași structuri ca și vorbirea, precum vocabularul, gramatica și semantica, dar cu constrângeri suplimentare legate de sistemul de ortografie specific fiecărei culturi. Scrisul este o activitate cognitivă care implică procese neuropsihologice și fizice și utilizarea sistemelor de scriere pentru a structura și a traduce gândurile umane în reprezentări persistente ale limbajului uman. Rezultatul scrierii este în general un text al cărui destinatar este cititorul.
Sistemele de scriere nu constituie ele însele limbaje (cu excepția discutabilă a limbajelor informatice); sunt un mijloc de redare a limbajului într-o formă care poate fi reconstruită de alți oameni separați de timp și/sau spațiu. Deși nu toate limbile folosesc un sistem de scriere, cele care o folosesc pot completa și extinde capacitățile limbajului vorbit prin crearea unor forme durabile de limbaj care pot fi transmise în spațiu (de exemplu, corespondența scrisă) și stocate în timp (de exemplu biblioteci). Scrisul poate avea, de asemenea, efecte de transformare a cunoștințelor, deoarece le permite oamenilor să-și exteriorizeze gândirea în forme la care sunt mai ușor de reflectat, elaborat, reconsiderat și revizuit.

## Origini

### Protoscriere

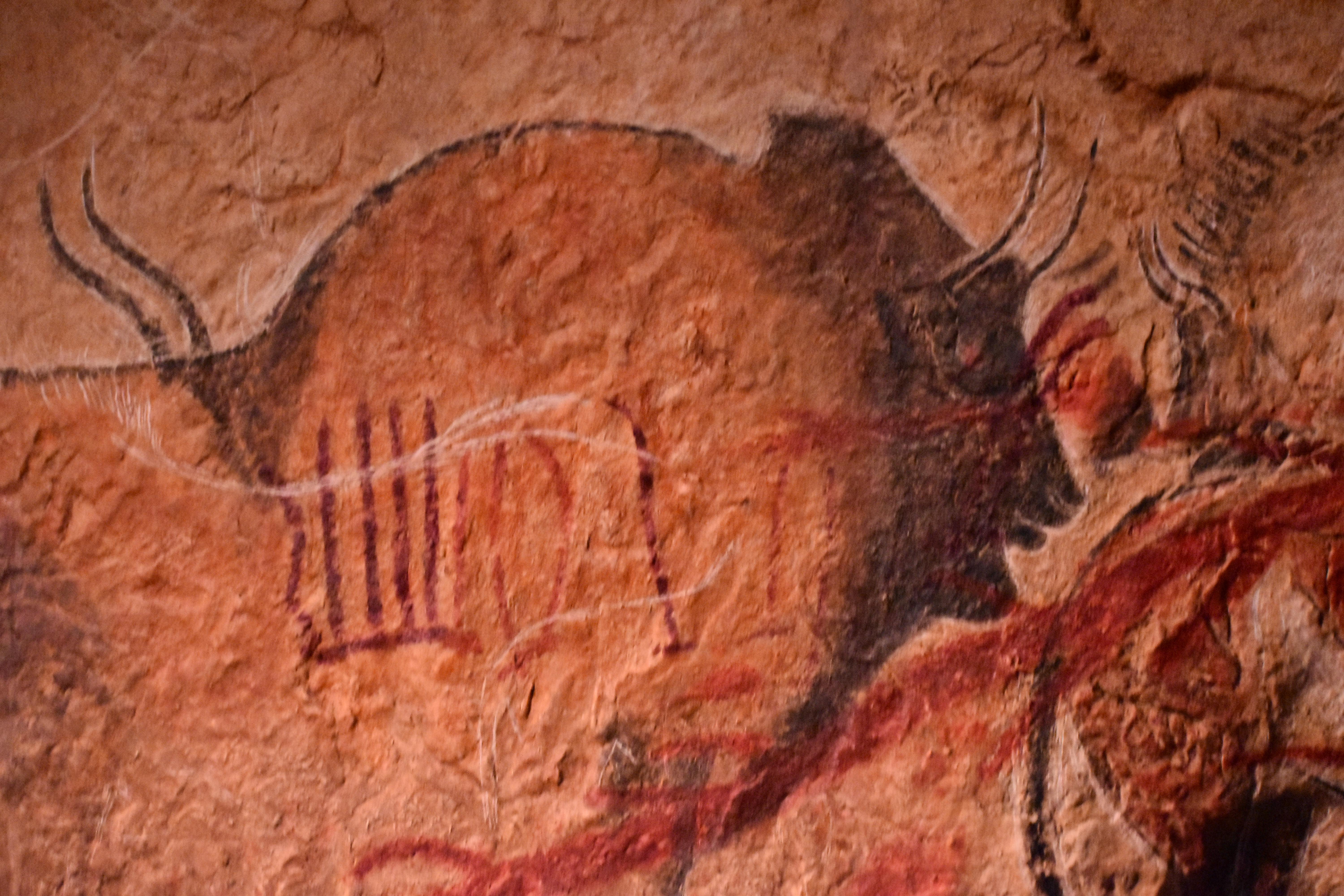
Bizon purtând anumite semne, descoperit la Marsoulas, sudul Franței.

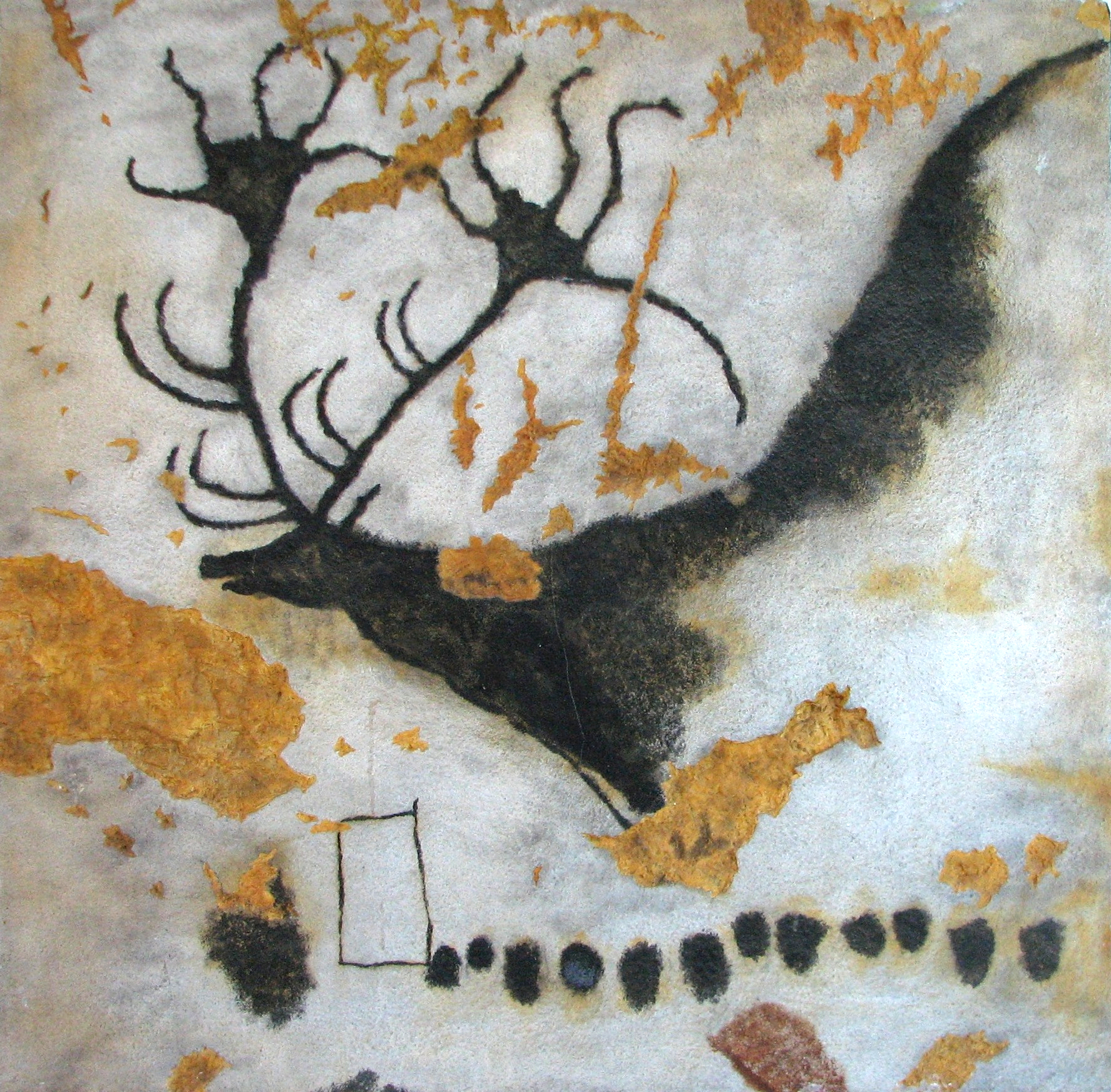
Se crede că dreptunghiul și seria de puncte ar fi un început de cod scris, Peștera Lascaux.

Protoscrierea constă în semne vizibile care comunică informații limitate. Astfel de sisteme au apărut din tradițiile anterioare ale sistemelor de simboluri în neoliticul timpuriu, încă din mileniul al VII-lea î.Hr. în Europa de Est și China. Ele au folosit simboluri ideografice sau mnemonice timpurii sau ambele pentru a reprezenta un număr limitat de concepte, în contrast cu adevăratele sisteme de scriere, care înregistrează limbajul autorului.
Potrivit paleo-etnologului italian Emmanuel Anati, secvențe de ideograme incizate pe oase care datează de mai bine de 15.000 de ani, probabil nu corespundeau sunetelor unui limbaj precis.. În China au fost găsite urme antice de caractere datând de acum 7.000 până la 8.000 de ani, folosite ulterior în scris, dar neformând încă un sistem articulat.

### Începuturile scrisului
Originile scrisului sunt atribuite în general începutului fazei de ceramică din neolitic, când jetoanele de lut erau folosite pentru a înregistra cantități specifice de animale sau mărfuri. Aceste jetoane de lut au fost încastrate într-un „plic” de lut, de formă rotundă, și cunoscute sub denumirea de bulla. Jetoanele au fost apoi înlocuite progresiv cu tăblițe plate, pe care semnele erau înregistrate cu un instrument specific. 
Oamenii de știință fac o distincție rezonabilă între preistorie și istoria scrierii timpurii, dar nu au fost de acord cu privire la momentul în care preistoria devine istorie și când proto-scrierea a devenit „scriere adevărată”. Definiția este în mare măsură subiectivă. Scrierea, în termenii săi cei mai generali, este o metodă de înregistrare a informațiilor și este compusă din grafeme, care pot fi, la rândul lor, compuse din glife. Apariția scrisului într-o zonă dată este de obicei urmată de câteva secole de inscripții fragmentare. Istoricii marchează „istoricitatea” unei culturi prin prezența unor texte coerente în sistemul (sistemele) de scriere a culturii.

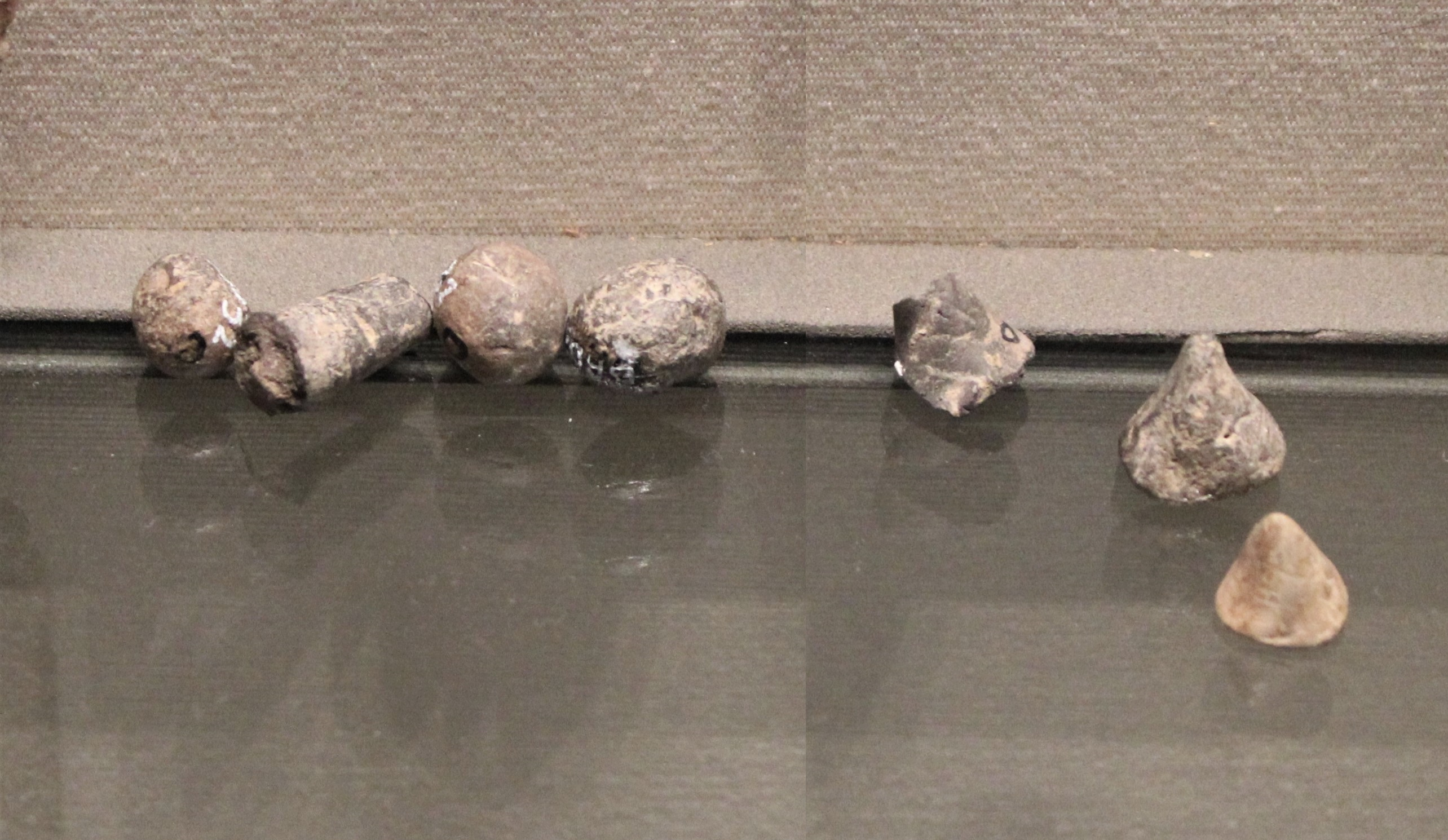
Jetoane simple descoperite la Jarmo, cca. 7000 î.Hr, Muzeul Luvru
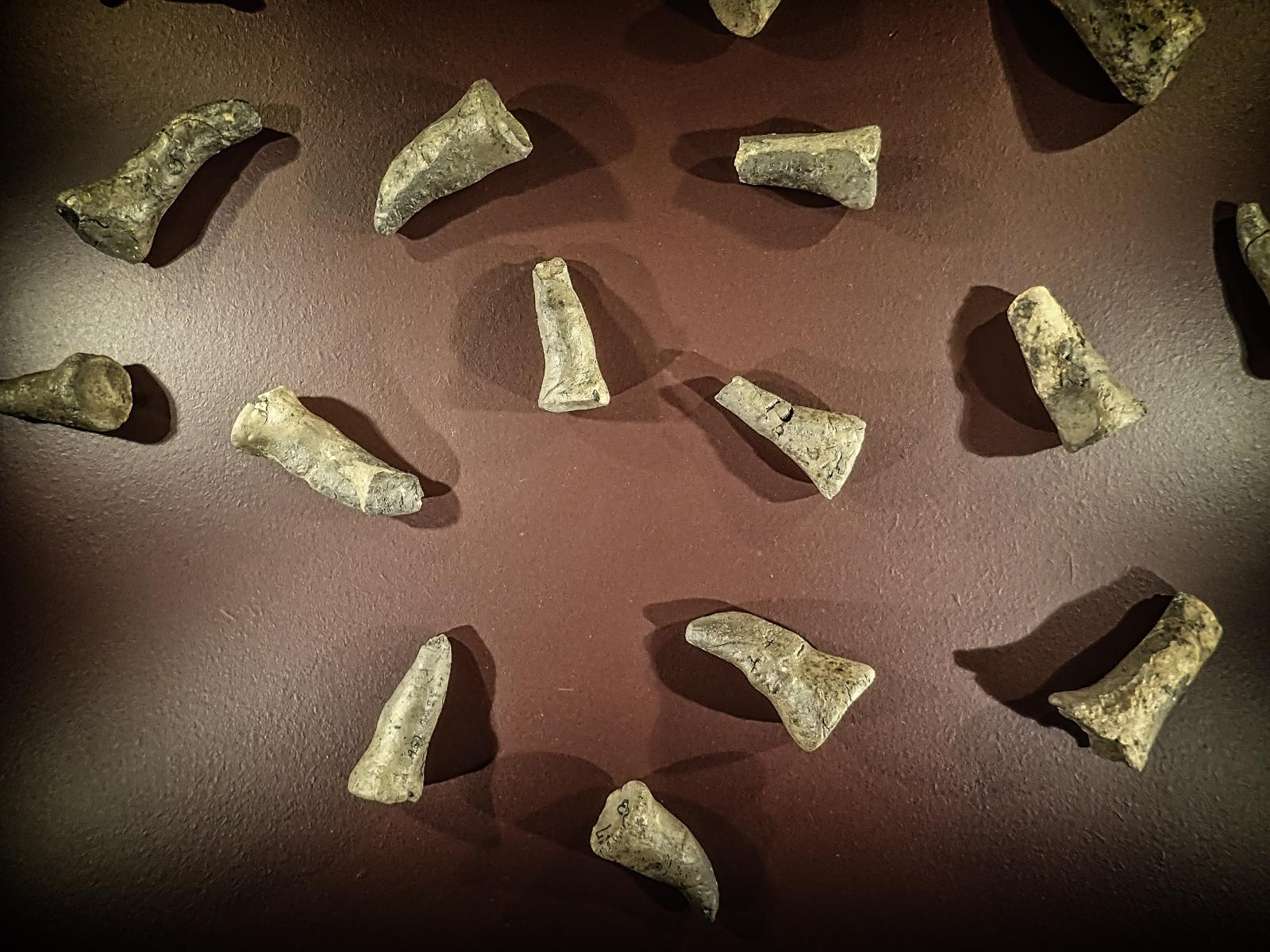
Jetoane provenind de la Tepe Gawra, cca. 5000-4500 î.Hr, Muzeul de Arheologie și Antropologie al Universității din Pennsylvania
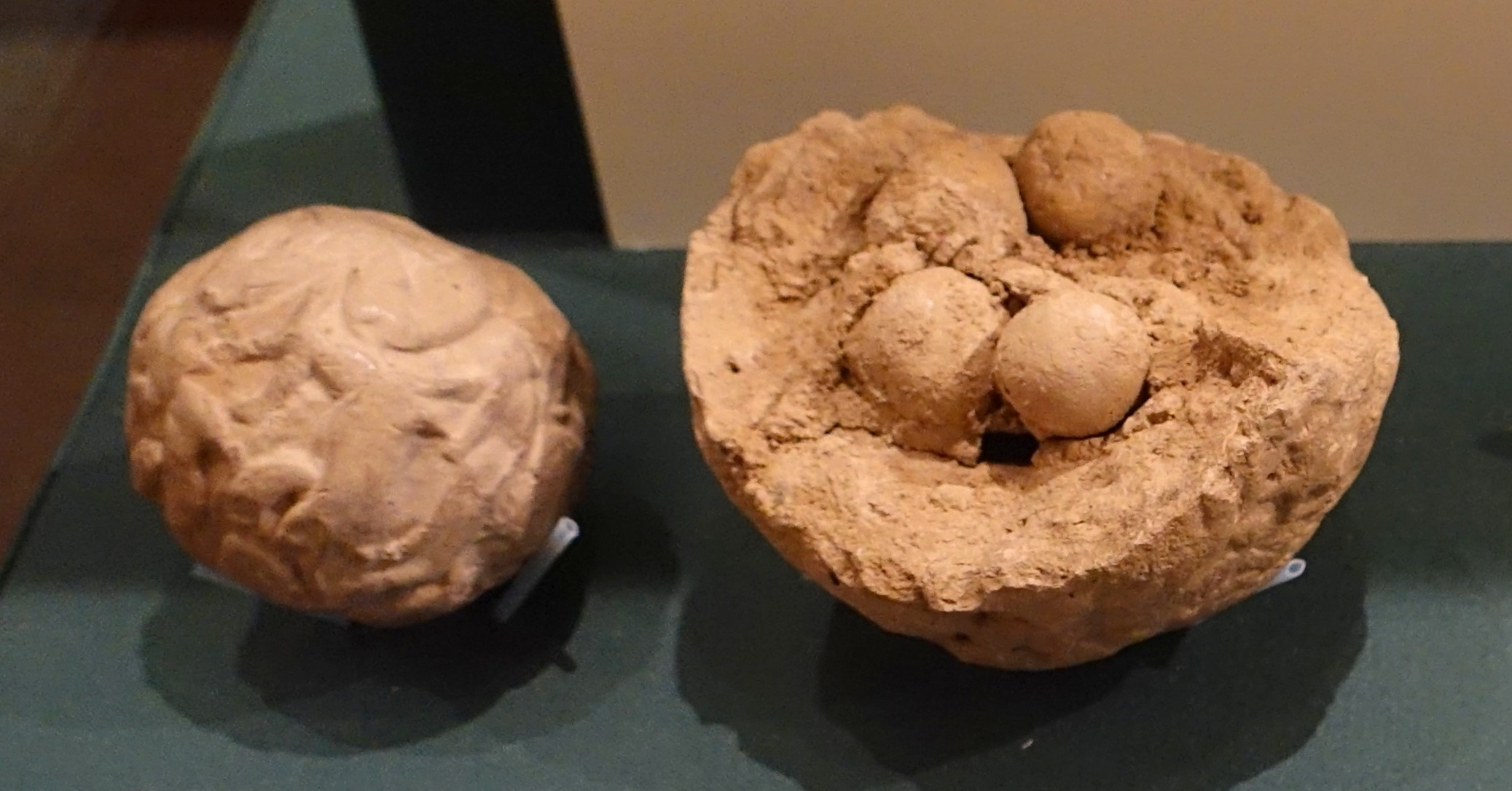
Două bulla (sau „plicuri” de lut); una sigilată, cealaltă spartă cu jetoane vizibile.
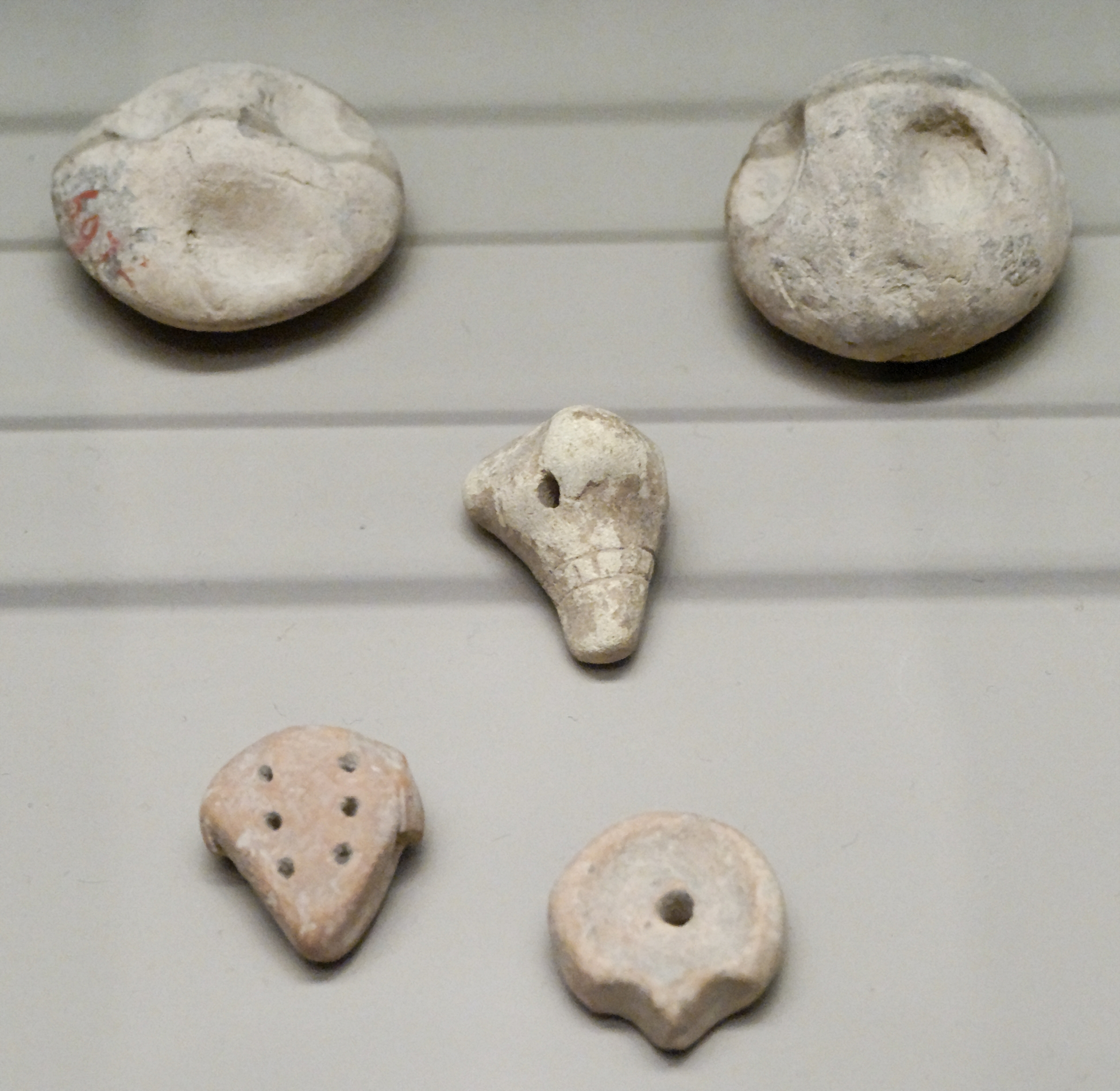
Jetoane de contabilitate folosite în interiorul unei bulla